# ライアー (2004年の映画)
『ライアー』（原題：라이어）は、2004年に公開された韓国のコメディ映画。『同い年の家庭教師』の監督キム・ギョンヒョンの第2作目。

## 概要
映画脚本の土台となっているのは、イギリスを代表する喜劇作家であるレイ・クーニーの舞台劇「ラン・フォー・ユア・ワイフ（Run For Your Wife）」であり、映画脚本は、キム・ギョンヒョン監督がファン・ジュンソン、ムン・ドンシクとともに手がけたものである。この脚本においては、登場人物それぞれの個性が鮮明に描き出されており、ストーリーの見事な構成によって、上映時間の2時間弱の間、ほとんど笑い続けるような面白い場面を続出させながら、単なるドタバタ喜劇に終わらない人間劇が描き出されており、精緻な構成力が映画の成功へとつながっている。さらに、主演のチュ・ジンモをはじめとして、コ・ヒョンジン、ソン・ヒョンジュ、イム・ヒョンシク等の演技派の俳優がキャスティングされており、その確かな演技がコメディ映画としての質を高めている。とくにチュ・ジンモは、それまでの彼の映画出演作で見せた「静」の演技から一転して、コミカルでいきいきとした味わいを出しており、彼と同じ劇団に所属していたコン・ヒョンジンとの掛け合いは絶妙である。

## ストーリー
タクシー運転手のチョン・マンチョルは女性にもてるイケメンであり、高校時代から彼を愛していた清純なヤン・ミョンスンと結婚して3年目になる。マンチョルは、あろうことか1年前に知り合ったキャリアウーマンのオ・ジョンエとも「結婚」しており、彼にとっては幸せな二重結婚生活を送っている。ところが、10万人の警察官を動員して追っていた殺人犯をマンチョルが捕まえたことから、彼の幸せな生活は狂い始める。マスコミや警察に注目され始めた彼は、彼を追いかける記者、刑事、二人の「妻」に二重結婚の事実にばれることを恐れて、友人ノ・サングを巻き込んで、小さな嘘をつく。だが、その嘘がまた嘘を呼び、事態は予想外の方向に発展していく……。

## キャスト
- チュ・ジンモ - タクシー運転手チョン・マンチョル
- コン・ヒョンジン - 友人ノ・サング
- ソ・ヨンヒ - 最初の妻ヤン・ミョンスン
- ソン・ソンミ - 2番目の妻オ・ジョンエ
- ソン・ヒョンジュ - トンソン警察署パク刑事
- イム・ヒョンシク - 新聞記者キム・ゲドン